# Filtro de turba
Los filtros de turba se utilizan para depurar aguas servidas, una actividad que consiste esencialmente en hacer pasar el agua servida a través de una capa de turba, donde se dan una serie de procesos de carácter: 
- Físico. Por la granulometría y su porosidad, la turba retiene material en suspensión con diámetro mayor al diámetro de los poros;
- Químico. La turba tiene una alta capacidad de intercambio iónico, produciendo reacciones de oxidación-reducción que tienen lugar a consecuencia de los ciclos de llenado (encharcamiento) y vaciado (aireación)  que se suceden a lo largo de los ciclos operativos de estos filtros.
- Biológico. La serie de microorganismos que se desarrollan en la turba, como por ejemplo las bacterias, que predominan, intervienen en la descomposición del material orgánico contenido en las aguas servidas.

Los filtros de turba constan de una sucesión de capas, la superior es una capa de turba, que es la que ejerce la función depuradora, seguida de una capa de arena, cuya función es solo mecánica, de sostener la capa de turba. Avanzando hacia abajo se siguen una capa de arena gruesa, una capa de gravilla, y una capa de grava. La función de estas es solamente la de sostener la capa superior, no permitiendo el transporte de material.
Antes de aportar el agua servida al filtro de turba, esta debe pasar por un proceso de tratamiento primario, eliminando material fluctuante, grasas y transporte sólido grueso. Es conveniente para retardar la colmatación de los filtros que el agua sea previamente tamizada, o pasen por un decantador - digestor.
Los filtros operan de forma secuencial, hallándose unos en funcionamiento y otros en regeneración, modificándose de forma periódica esta situación. La duración de los ciclos operativos oscila entre 10 y 12 días. 

## Áreas de aplicación
Al requerir pequeñas superficies, es aplicable en casos donde hay escasez de terrenos o estos tienen costos elevados.  Es utilizado generalmente para pequeñas localidades.

## Rendimiento de los filtros de turba en aguas servidas
Es importante, para obtener un buen rendimiento de los filtros de turba que la carga contaminante aplicada se sitúe en rangos moderados. El exceso de carga puede ser una causa de reducción del rendimiento.
Según ensayos efectuados, si se aplica a un filtro de turba una carga de 17 g DBO5/m², se consiguen rendimientos de; 91% en la eliminación del material en suspensión, del 97% en la eliminación del DBO5 y del 87% en la eliminación del DQO.